# Stefan Ilsanker (Rennrodler)
Stefan Ilsanker (* 6. Juli 1965 in Lindau (Bodensee)) ist ein früherer deutscher Rennrodler. Er feierte an der Seite von Georg Hackl in den 1980er Jahren internationale Erfolge im Doppelsitzer.
Stefan Ilsanker startete für den Rodelclub Berchtesgaden. In der Saison 1985/86 belegten Hackl/Ilsanker den dritten Rang im Gesamtweltcup. In der folgenden Saison wurden sie hinter Thomas Schwab und Wolfgang Staudinger Zweite der Wertung. Bei den Weltmeisterschaften in Igls gewannen sie hinter dem Doppel Jörg Hoffmann und Jochen Pietzsch aus der DDR die Silbermedaille. Auch in der Saison 1987/88 wurden Hackl/Ilsanker, nun hinter Jewgeni Beloussow und Alexander Beljukow Zweite des Gesamtweltcups. Saisonhöhepunkt wurden die Olympischen Winterspiele 1988 von Calgary, wo sie als Viertplatzierte knapp eine Medaille verpassten. Eine letzte erfolgreiche Saison fuhr das Doppel Hackl/Ilsanker 1989/90. Im Gesamtweltcup kamen sie auf den dritten Platz, beim Mannschaftswettbewerb der Europameisterschaften 1990 gewannen sie mit Johannes Schettel, Jana Bode und Margit Paar hinter der Mannschaft aus der DDR die Silbermedaille im Teamwettbewerb.
National waren Thomas Schwab und Wolfgang Staudinger die größten Konkurrenten von Stefan Ilsanker und Georg Hackl. Während Schwab/Staudinger mehrfach bei internationalen Rennen besser abschnitten, konnten Hackl/Ilsanker auf bundesdeutscher Ebene die größeren Erfolge erreichen. 1986, 1987, 1989 und 1990 gewann das Doppel den deutschen Meistertitel.

## Erfolge

### Resultate
Alle Ergebnisse, wenn nicht anders angegeben, im Doppelsitzer mit Georg Hackl.
| Saison  | DM | EM        | Weltcup | WM | Olympische Spiele |
| ------- | -- | --------- | ------- | -- | ----------------- |
| 1985/86 | 1. |           | 3.      | –  | –                 |
| 1986/87 | 1. | –         | 2.      | 2. | –                 |
| 1987/88 |    |           | 2.      | –  | 4.                |
| 1988/89 | 1. | –         |         |    | –                 |
| 1989/90 | 1. | 2. (Team) | 3.      |    | –                 |

### Weltcupsiege
Doppelsitzer
| Nr. | Datum         | Ort       | Bahn                                  |
| --- | ------------- | --------- | ------------------------------------- |
| 1.  | 11. Jan. 1986 | Königssee | Kombinierte Kunsteisbahn am Königssee |
| 2.  | 13. Dez. 1986 | Sarajevo  | Trebevic – Bob- und Rennschlittenbahn |
| 3.  | 7. Feb. 1987  | Königssee | Kunsteisbahn Königssee                |